# Sandro Giacobbe
Sandro Giacobbe (n.Moneglia, 14 decembrie 1951) este un cântăreț italian.